# Costituzione del Portogallo del 1976
La Costituzione della Repubblica portoghese del 25 aprile 1976 (Constituição portuguesa de 1976), è la costituzione della Terza Repubblica, l'attuale costituzione del Portogallo. 

## Storia
La precedente costituzione portoghese era entrata in vigore dopo il plebiscito del 19 marzo 1933, che aveva sancito l'inizio dell'Estado Novo, dominato dalla figura di António de Oliveira Salazar. 
Dopo il colpo di stato militare denominato rivoluzione dei garofani dell'aprile 1974, che pose fine al regime di Marcello Caetano (il quale era succeduto nel 1968 a Salazar quale Presidente del Consiglio dei Ministri), dopo una fase di instabilità politica, nell'aprile 1975 si andò al voto per eleggere l'Assemblea costituente che avrebbe dovuto redigere una nuova costituzione.
Fu infine adottata dall'Assemblea costituente il 2 aprile 1976 ed entrò in vigore il 25 aprile, il giorno delle prime elezioni legislative.
La costituzione, originariamente connotata fortemente in senso socialista, negli anni successivi alla sua promulgazione è stata oggetto di diverse revisioni, finalizzate ad favorire l'apertura all'economia di mercato e il recepimento dei trattati europei da parte del Portogallo.
Composta da 311 articoli, è stata modificata sette volte (1982, 1989, 1992, 1997, 2001, 2004 e 2005) in 33 anni.

## Spirito della Costituzione
La Costituzione del 1976 è fortemente segnata dagli ideali socialisti che hanno contraddistinto la Costituente: il suo preambolo proclama la volontà "di aprire la strada a una società socialista". Nel testo del 1976, infatti, lo stato mira a "socializzare i mezzi di produzione e ricchezza" (articolo 9): questo riferimento è stato successivamente cancellato.

### Forma di governo
Stabilisce un governo semi-presidenziale vicino alla Quinta Repubblica francese.
Il Presidente della Repubblica ha importanti poteri, come la nomina del Primo ministro e del Governo su proposta del Primo ministro, lo scioglimento dell'Assemblea della Repubblica, la convocazione di referendum o il comando delle forze armate. Tuttavia, secondo l'articolo 182, "Il governo è l'organo che conduce la politica generale del paese e l'organo superiore della pubblica amministrazione.".
Caratteristico del regime parlamentare dualistico, l'articolo 190 afferma che "Il governo è responsabile nei confronti del Presidente della Repubblica e dell'Assemblea della Repubblica.".

### Forze armate
All'inizio, ha dato un posto importante alle forze armate, all'origine della rivoluzione del 1974. Il loro ruolo è stato infatti istituzionalizzato con il Consiglio della Rivoluzione: ha consigliato il Presidente della Repubblica e garantito il buon funzionamento delle istituzioni e il rispetto dello spirito della Rivoluzione. Ma fu abolito e sostituito dal Consiglio di Stato durante la prima revisione costituzionale del 30 settembre 1982.
Da lì in poi, le disposizioni costituzionali relative alle forze armate si trovano nella Parte 3, Titolo X della Costituzione.

## Composizione
La Costituzione inizia con un "Preambolo" e l'enunciazione dei "Principi fondamentali", e si compone di quattro parti, divise in titoli, che sono suddivisi in capitoli:
1. Diritti fondamentali e doveri
  1. Principi generali
  2. Diritti, libertà e garanzie
    1. Diritti, libertà e garanzie personali
    2. Diritti, libertà e garanzie di partecipazione politica
    3. Diritti, libertà e garanzie dei lavoratori

  3. Diritti e doveri economici, sociali e culturali
    1. Diritti e doveri economici
    2. Diritti e doveri sociali
    3. Diritti culturali e doveri
2. Organizzazione economica
  1. Principi generali
  2. Pianificazione economica
  3. Politica agricola, commerciale e industriale
  4. Sistema finanziario e fiscale
3. Organizzazione del potere politico
  1. Principi generali
  2. Presidente della Repubblica
  3. Assemblea della Repubblica
  4. Governo
  5. Tribunali
  6. Corte costituzionale 
  7. Regioni autonome
  8. Autorità locale
  9. Pubblica amministrazione
  10. Difesa
4. Garanzia e revisione della Costituzione
  1. Controllo della costituzionalità
  2. Revisione costituzionale

Il testo si conclude con "Disposizioni finali e transitorie.

## Revisioni
Le revisioni costituzionali sono regolate dal titolo II della parte IV della Costituzione. L'articolo 285 stabilisce che "L'iniziativa della revisione appartiene ai deputati. E l'articolo 286 (paragrafo 1) stabilisce che "Gli emendamenti alla Costituzione devono essere approvati dalla maggioranza dei due terzi dei membri effettivamente in carica.".
L'articolo 284 (paragrafo 1) stabilisce un limite di tempo per la revisione. Infatti, prevede che "L'Assemblea della Repubblica può rivedere la Costituzione cinque anni dopo la data di pubblicazione dell'ultima legge di revisione ordinaria.".
Tuttavia, il paragrafo 2 prevede che questo periodo possa essere eluso dal momento che "L'Assemblea della Repubblica può, tuttavia, in qualsiasi momento assumere i poteri di revisione straordinaria dalla maggioranza dei quattro quinti dei deputati effettivamente in carica.".
Attualmente, se i 230 parlamentari sono in carica, 154 voti su 230 per una revisione ordinaria e 184 voti per una revisione straordinaria.
Dalla sua adozione, la Costituzione della Terza Repubblica è stata oggetto di sette revisioni costituzionali:
- Legge costituzionale n.1/1982, datata il 30 settembre 1982;
- Legge costituzionale n.1/1989, datata l'8 luglio 1989;
- Legge costituzionale n.1/1992, datata il 25 novembre 1992;
- Legge costituzionale n.1/1997, datata il 20 settembre 1997;
- Legge costituzionale n.1/2001, datata il 12 dicembre 2001;
- Legge costituzionale n.1/2004, datata il 24 luglio 2004;
- Legge costituzionale n.1/2005, datata il 12 agosto 2005.